# Christophe Schmitt
Christophe Schmitt est enseignant-chercheur dans le domaine de l'entrepreneuriat et du management à l'IAE de Metz et au laboratoire CEREFIGE (Université de Lorraine). Ses travaux portent sur la création de valeur dans les organisations de petite taille. Ils l'ont amené à mobiliser le paradigme de la complexité pour comprendre la manière dont les entreprises créent de la valeur à partir du désordre. Cette orientation l'a incité à développer une réflexion épistémologique constructiviste dans le domaine de l'entrepreneuriat et à s'intéresser aux méthodologies et démarches à mettre en place, tel IDéO pour aborder les pratiques des entrepreneurs et des dirigeants d'entreprise, notamment autour de différentes recherches-interventions. À travers ses travaux, il contribue au développement de la cognition entrepreneuriale.
Actuellement, ceux-ci proposent de dépasser cette dimension pour s'intéresser aux théories de l'action à travers l'agir entrepreneurial.

## Biographie

### Formation, études
En 1995, Christophe Schmitt obtient une licence en Sciences Economiques option Économie et Gestion des Entreprises à Grenoble II et, la même année, une maîtrise en Administration Economique et Sociale option Entreprises à Metz. Il poursuit ses études en 1996 avec un DEA en Génie des Systèmes Industriels, obtenu à l'Institut National Polytechnique de Lorraine (INPL) de Nancy. Il soutient, le 10 décembre 1999, une thèse s'intitulant « La dynamique de la valeur : contribution à la création de valeur en PME par la notion de désordre ». En mai 2004, il est habilité à diriger des recherches en gestion.

### Carrière
De 1995 à 1999, Christophe Schmitt est vacataire en Économie et en Gestion au Lycée Agricole de Courcelles-Chaussy, puis dans différentes écoles de l'INPL. Après cela, il est pendant un an attaché temporaire d'enseignement et de recherche en Gestion à l'IAE de l'Université Nancy II, et post-doctorant au Canada à l'Institut de Recherche sur les PME à Trois-Rivières. De 2000 à 2002, il est chargé de Mission « Entrepreneuriat » pour le président de l'Université de Metz et est Maître de Conférence en Gestion dans cette même université. À partir de 2002, il poursuit sa carrière au sein de l'École nationale supérieure d'agronomie et des industries alimentaires (ENSAIA) dans le cadre de l'INPL. Il y demeure jusqu'en 2014 où il dirige le Département des Sciences de Gestion économiques et sociales, plus particulièrement celui de l'Entrepreneuriat, et le Master Administration des Affaires de 2003 à 2011.
Il est professeur associé à l'Institut de Recherche sur les PME de l'Université du Québec à Trois-Rivières depuis 2004. Il est aussi professeur associé dans différentes universités comme la Louvain School of Business de Louvain-la-Neuve en Belgique, la Haute École de Gestion de Fribourg en Suisse. Il est professeur invité dans différentes universités à l'étranger : Université Saint-Esprit de Kaslik au Liban, Universiapolis d'Agadir, Université Hassan II de Casablanca, Instituto Politécnico Nacional à Mexico.
Il est ensuite, jusqu'en 2007, coresponsable de l'axe de recherche Entrepreneuriat et Gestion de la Production et des Projets du CEREFIGE pour devenir chargé de mission « Développement de Chaires » pour le Président de l'INPL de 2008 à 2009 et Vice-Président Entrepreneuriat à l'INPL de 2009 à 2012. Depuis 2011, il est titulaire de la Chaire « Entreprendre » et responsable du PeeL,, (Pôle entrepreneuriat étudiant de Lorraine), qui a pour objectif de développer la culture entrepreneuriale au sein de l'université de Lorraine. En 2012, il a été nommé chargé de mission « Entrepreneuriat » par le Président de l'université de Lorraine. De 2017 à 2022, il est Vice-Président chargé de l'Entrepreneuriat et de l'Incubation au sein de l'université de Lorraine. Il est à l'origine du Réseau National des Vice-Présidents en entrepreneuriat dont il assure la présidence depuis sa création jusqu'en 2022. Il est le porteur du projet R2E (Recherche et Expertise en Entrepreneuriat). Le réseau R2E est un programme collectif et ouvert de recherche en entrepreneuriat qui réunit une dizaine de laboratoires et près de 50 chercheurs de la Région Grand Est. Ce réseau est financé par le FEDER et la Région Grand Est. 
Christophe Schmitt est le concepteur, en 2002, de la méthode IDéO© permettant à des porteurs de projet de construire leur scénario à partir d'une idée et d'en évaluer le potentiel d'affaires. Il a aussi développé un outil durant son post-doctorat en 2000 au Canada. Il s'agit de Mic-Mac©, un outil de diagnostic permettant une cartographie des principaux indicateurs organisationnels et opérationnels utilisé par la Chaire Bombardier et la Chaire Bell au Québec de l'Institut de Recherche sur les PME.

#### La méthode IDéO
Il s'agit d'une méthode pour aider les entrepreneurs à concevoir leur vision entrepreneuriale. Cette méthode est présentée dans le chapitre 7 de l'ouvrage Réussir sa création d'entreprise sans business plan, édité chez Eyrolles en 2012. Elle répond aux besoins de conception de la valeur par les entrepreneurs. Si l'objectif est essentiellement de construire un scénario afin de tisser le lien entre vision et création de valeur, la méthode IDéO s'inscrit en amont par rapport à un objectif de création d'entreprise. Le nom choisi renvoie à la contraction des notions d'idée et d'opportunité, et traduit le passage, pour les entrepreneurs, de l'idée à l'opportunité d'affaires. La méthode est composée de cinq modules interdépendants : « le projet, c'est quoi ? » ; « le projet pour quoi ? » ; « le projet fait quoi ? » ; « quel environnement pour le projet ? » ; « quelle histoire pour le projet ? ».
Depuis son lancement dans les années 2000, ce sont plus de 1 500 projets qui ont été accompagnés par cette démarche . Une équipe d'une dizaine de personnes a été mise en place au fur et à mesure pour répondre aux besoins d'un nombre croissant d'entrepreneurs. Ces personnes ont suivi une formation à la méthode IDéO.

### Engagement socioculturel
Christophe Schmitt est membre de l'Association Internationale en Entrepreneuriat et PME (AIREPME) dont il a été Président du Comité Scientifique de l'édition 2014 à Agadir, membre du Conseil d'Administration de 2002 à 2014, responsable du site Internet de 2002 à 2008. Depuis juin 2021, il en est le Président pour une durée de 4 ans.
Il est également membre de l'Académie de l'Entrepreneuriat et de l'Innovation (AEI) et membre de l'Association de Modélisation de la Complexité (AMCX), de 2000 à 2008, au sein de laquelle il anima le pilotage de l'Atelier 1 « Pilotage stratégique de l'entreprise, écosystème complexe. Transformer de l'expérience en science avec conscience » avec Marie-José Avenier.
Depuis 2020, Christophe Schmitt coordonne le think tank "Recherche et Expertise en Entrepreneuriat" destiné à rapprocher chercheurs, entrepreneurs (créateurs, repreneurs, développeurs) et structures d'accompagnement de l'entrepreneuriat.

### Distinctions et décorations
Le 14 juillet 2011, Christophe Schmitt est nommé chevalier des Palmes Académiques,. Il est promu en juillet 2018 au grade d'Officier dans l'Ordre des Palmes Académiques .
Christophe Schmitt a obtenu le Prix EFMD-FNEGE du meilleur ouvrage en management, catégorie Essai, en 2016 ainsi que le prix de la meilleure communication offrant un potentiel pour l'action des pouvoirs publics par le CIFEPME en 2012 et en 2014.
Il est également titulaire du Grand Prix de la Recherche de la Société Industrielle de l'Est en 2010 et du Prix régional de l'établissement le plus entreprenant en 2005 et en 2007 pour le travail effectué dans le domaine de l'entrepreneuriat.

## Ouvrages
- L’entrepreneuriat en schémas, Ellipses, 2025. Collection "La gestion en schémas". Coordonné par Sonia Boussaguet et Christophe Schmitt avec la participation de Pauline Brunner, Thierry Burger-Helmchen, Michael Benedic, Julien de Freyman, Anais Hamelin, Vivien Lefebvre, Elen Riot et Véronique Schaeffer.
- Sept clés pour (s')entreprendre, Québec, Presses de l'Université de Québec [15],[16],[17].
- Nouvelles perspectives en entrepreneuriat : du modèle du télégraphe au modèle de l'orchestre. Paris : Vuibert, 2020. 192 p.[18]. Cet ouvrage a été labellisé par la FNEGE.
- Aide-mémoire - Entrepreneuriat, Dunod, juin 2019 [19]. Cet ouvrage a été labellisé par la FNEGE.
- Entreprendre. Donner à voir pour donner envie, PUN - Éditions Universitaires de Lorraine, février 2019 [20],[21].
- La fabrique de l'entrepreneuriat, Dunod, janvier 2018 [22]. Cet ouvrage a fait l'objet d'une analyse par le professeur des Universités Pascal Philippart dans la Revue de l'entrepreneuriat[23]. Il a également fait l'objet de notes de lecture par la professeure Nicole Saliba-Chalhoub de l'Université Saint-Esprit de Kaslik dans la revue Projectique[24], par Frédérique Allard, enseignant-chercheur en sciences de gestion à l'Université de Toulouse III - Paul Sabatier dans la revue Entreprendre & innover [25] et par Bérangère Deschamps, professeure des Universités à l'Université Grenoble-Alpes dans la Revue française de gestion[26]. Cet ouvrage a été labellisé par la FNEGE.
- L'Agir entrepreneurial. Comment repenser l'action des entrepreneurs ?, Presses de l'Université du Québec, 2015[27]. Cet ouvrage a fait l'objet d'un compte-rendu de la part du professeur émérite Pierre-André Julien dans la Revue de l'entrepreneuriat[28]. Dans cette même revue, les professeurs Didier Chabaud et Sylvie Sammut s'appuient sur cet ouvrage de Christophe Schmitt ainsi que sur le compte-rendu pour réaliser l'article « L'entrepreneuriat : nouveaux champs d'analyse, nouvelles perspectives »[29]. Cet ouvrage a été labellisé par la FNEGE et a obtenu le prix du meilleur ouvrage en management de l'année (Prix EFMD-FNEGE)
- Université et Entrepreneuriat, Tome 3 : L'Expérience lorraine, collection « Organisations en action », PUN - Éditions Universitaires de Lorraine, 2014, avec Loyda Gomez et Julien Husson[30]
- Réussir sa création d'entreprise sans Business Plan, Eyrolles, 2012, avec Louis Jacques Filion et Claude Ananou[4]. Dans la Revue internationale PME, Olivier Germain a réalisé un compte-rendu de cet ouvrage[31]. Cet ouvrage a été labellisé par la FNEGE.
- Nouvelles perspectives en entrepreneuriat, collection « Organisations en action », PUN - Éditions Universitaires de Lorraine, 2012, avec Pascal Lièvre[32]. Cet ouvrage a fait l'objet d'un compte-rendu par Louise Cadieux dans la Revue internationale PME[33].
- La Valeur des produits et des services en PME, Growth Publisher, 2012[34]
- Université et Entrepreneuriat - Une relation en quête de sens, Tome 2, collection « Organisations en action », PUN - Éditions Universitaires de Lorraine, 2008[35]. Cet ouvrage a fait l'objet d'un compte-rendu de la part de Catherine Léger-Jarniou[36].
- Regards sur l'évolution des pratiques entrepreneuriales, Presses de l'Université du Québec, 2008[37]
- Paroles d'artisans, collection « Organisations en action », PUN - Éditions Universitaires de Lorraine, 2008, avec Mohamed Bayad[38]
- La Construction de savoirs pour l'action, Collection « Action et Savoir », L'Harmattan, 2007, avec Marie-José Avenier[39]. Dans la revue Nouvelles perspectives en sciences sociales, Julie Boissonneault a réalisé une note de lecture sur cet ouvrage[40].
- Université et Entrepreneuriat, Tome 1 : Une relation en quête de sens, L'Harmattan, 2005[41]